# Romāns Vainšteins
Romāns Vainšteins (ur. 3 marca 1973 w Talsi) – łotewski kolarz szosowy, mistrz świata.

## Kariera
Vainšteins rozpoczął swoją karierę w roku 1998 w polskiej drużynie Kross-Selle Italia. Przedtem jeździł przez jeden rok jako stażysta w Team Polti. W roku 1999 zmienił barwy na Vini Caldirola, gdzie ścigał się przez dwa lata. Z początkiem sezonu 2001 przeszedł do Domo-Farm Frites. Również tam pozostał dwa lata, zanim wrócił do Vini Caldirola. Po roku przeszedł do włoskiej drużyny Lampre. Na początku sezonu 2005 Lampre połączyło się z drużyną Saeco w związku z rozpoczęciem cyklu ProTour. W wyniku tej fuzji Vainšteins pozostał bez drużyny, wobec czego 4 listopada 2004, w wieku 31 lat, zakończył karierę.
Trzykrotnie, w latach 2000–2003, brał udział w Tour de France i za każdym razem dojeżdżał do mety w Paryżu. Jeden raz jechał w Giro d’Italia (1999), nie ukończył jednak tego wyścigu. Jego największym sukcesem w karierze było zdobycie złotego medalu w wyścigu ze startu wspólnego na mistrzostwach świata w Plouay w 2000 roku. W zawodach tych wyprzedził bezpośrednio Polaka Zbigniewa Sprucha oraz Hiszpana Óscara Freire. W sezonie 2001 Łotysz był trzeci w klasyfikacji generalnej Pucharu Świata, ulegając tylko Erikowi Dekkerowi z Holandii i Niemcowi Erikowi Zabelowi. W 2004 roku zajął 39. miejsce w wyścigu ze startu wspólnego podczas igrzysk olimpijskich w Atenach. W tej samej konkurencji startował także na rozegranych osiem lat wcześniej igrzyskach w Atlancie, jednak zajął dopiero 106. miejsce.

## Lista ważniejszych sukcesów
1999
- 1 etap Dookoła Portugalii
- Paryż-Bruksela
- Mistrz Łotwy na szosie
- 1 etap Giro d’Italia
- 2 etapy Tirreno-Adriático

2000
- mistrzostwo świata na szosie
- 1 etap Tirreno-Adriático

2001
- 1 etap Tirreno-Adriático
- 1 etap Dookoła Katalonii